# Магомедалиев, Магомедали Тагирович
Магомедали Тагирович Магомедалиев (род. 10 сентября 1985, Кизляр, Дагестанская АССР) — российский борец греко-римского стиля, бронзовый призёр чемпионата России, бронзовый призёр чемпионата мира среди студентов, мастер спорта России. Тренер-преподаватель по греко-римской борьбе ДЮСШ Кизляра (Дагестан). Выступает в средней и полутяжёлой категориях. Тренировался под руководством А. В. Дыбы. Выступает за клуб МГФСО (Москва).

## Спортивные результаты
- Чемпионат Азербайджана по борьбе 2014 года — ;
- Чемпионат Азербайджана по борьбе 2015 года — ;
- Чемпионат России по греко-римской борьбе 2016 года — ;